# Microgaster palpicolor
Microgaster palpicolor är en stekelart som beskrevs av De Saeger 1944. Microgaster palpicolor ingår i släktet Microgaster och familjen bracksteklar. Inga underarter finns listade i Catalogue of Life.